# Жолье, Луи
Луи Жолье (фр. Louis Jolliet, реже Joliet; 21 сентября 1645—1700) — франкоканадский первопроходец, скупщик пушнины, гидрограф и исследователь Северной Америки. В 1673 году вместе с Жаком Маркеттом впервые исследовал верхнее течение реки Миссисипи.

## Биография
Родился во французском поселении близ города Квебека. Учился в иезуитской школе и семинарии и изначально собирался пойти в духовенство. В 1667 году ушел из семинарии и отправился в Париж, где изучал гидрографию. Вернувшись в Новую Францию, вместе с братом занялся пушным промыслом.
В 1672 году по указанию губернатора Талона Жолье с компаньонами отправился в экспедицию по изучению «красивой реки» к западу от Великих озёр, о которой рассказывали индейцы, и для определения, куда она впадает — в Мексиканский залив или в Калифорнийский. В декабре к экспедиции присоединился миссионер Жак Маркетт. Перезимовав на берегу пролива Макино и изучив рассказы индейцев, в мае 1673 года экспедиция из семи человек на двух каноэ отправилась на запад. Экспедиция прошла вверх по Фоксу, по суше прошла до Висконсина и спустилась к Миссисипи. Однако до моря Жолье дойти не удалось. Индейцы Куапо были неприветливыми и поддерживали контакты с испанцами; французы, опасаясь, что их могут взять в плен, вернулись на север, не дойдя 700 км до устья Миссисипи. Тем не менее пройденный путь позволил установить, что Миссисипи впадает в Мексиканский залив. В 1674 году Жолье вернулся в Квебек. Недоплывая до города, его каноэ перевернулось; Жолье удалось спастись, но все остальные люди на борту погибли, а путевые записки были утеряны в воде.
Осенью 1675 года Жолье женился на 19-летней Клер-Франсуазе Биссо и снова занялся пушным промыслом вместе с родственниками жены.
В 1679 году Жолье отправился с экспедицией на Гудзонов залив, где повстречался с английским губернатором Бейли и отказался переходить на сторону англичан.
В 1680 году получил во владение остров Антикости, где построил форт и поселение для рыбной ловли и китобойного промысла. Оказался разорен из-за того, что в 1690 году англичане захватили его корабль с товарами, женой и тещей, а в 1692 году сожгли постройки на Антикости.
В 1689 и 1694 годах Жолье организовывал экспедиции на Лабрадор, создавал карты побережья и торговал с эскимосами.
Параллельно с путешествиями и торговлей пушниной Жолье преподавал гидрографию в колледже в Квебеке. В 1697 году он получил небольшое поместье близ Квебека и был назначен королевским гидрографом.
Считается, что Луи Жолье скончался в 1700 году, после того, как в мае отправился на Антикости; однако тело его найдено не было, и ни причина, ни дата смерти не известны. 15 сентября 1700 года в Квебеке была отслужена месса за упокой его души.